# Katatonias diskografi
Det här är diskografin för det svenska metalbandet Katatonia

## Album
- 1993: Dance of December Souls
- 1996: Brave Murder Day
- 1998: Discouraged Ones
- 1999: Tonight's Decision
- 2001: Last Fair Deal Gone Down
- 2003: Viva Emptiness
- 2006: The Great Cold Distance
- 2009: Night Is the New Day
- 2012: Dead End Kings
- 2013: Dethroned & Uncrowned
- 2016: The Fall of Hearts
- 2020: City Burials

## Livealbum
- 2007: Live Consternation
- 2013: Last Fair Day Gone Night
- 2015: Sanctitude

## Demo
- 1991: Rehearsal '91
- 1992: Rehearsal '92
- 1992: Jhva Elohim Meth

## Singlar och EP
- 1992: Jhva Elohim Meth
- 1995: For Funerals to Come
- 1996: Katatonia/Primordial 10"
- 1997: Sounds of Decay
- 1998: Saw You Drown
- 2001: Teargas
- 2001: Tonight's Music
- 2003: Ghost of the Sun
- 2006: My Twin
- 2006: Deliberation
- 2007: July
- 2010: The Longest Year

## Samlingsalbum
- 2004: Brave Yester Days (2 CD)
- 2005: The Black Sessions (2 CD, 1 DVD, live i Krakow, Polen)

## Video
- 2006: ”My Twin”
- 2006: ”Deliberation”
- 2007: ”July”
- 2009: ”Day and Then the Shade”
- 2010: ”The Longest Year”

## DVD
- 2007 Live Consternation (från Summer Breeze-festivalen 2006)

## Hyllningsalbum
- 2006 December Songs - A Tribute to Katatonia